# 질산 환원효소 (퀴논)
질산 환원효소 (퀴논)(영어: nitrate reductase (quinone)) (EC 1.7.5.1)는 다음과 같은 화학 반응을 촉매하는 효소이다.
질산 + 퀴놀  ⇄  아질산 + 퀴논 + H2O
질산 환원효소 (퀴논)은 질산에 대한 혐기성 호흡을 지원하는 막결합 효소이다.

## 명명법
질산 환원효소 (퀴논)의 계통명은 아질산:퀴논 산화환원효소(영어: nitrite:quinone oxidoreductase)이다.
다음은 일반적으로 사용되는 다른 이름들이다.
- 질산 환원효소 A(영어: nitrate reductase A)
- 질산 환원효소 Z(영어: nitrate reductase Z)
- 퀴놀/질산 산화환원효소(영어: quinol/nitrate oxidoreductase)
- 퀴놀-질산 산화환원효소(영어: quinol-nitrate oxidoreductase)
- 퀴놀:질산 산화환원효소(영어: quinol:nitrate oxidoreductase)
- NarA
- NarZ
- NarGHI

## 같이 보기
- 환원효소